# Beybienkoa
Beybienkoa (лат.) — род тараканов из семейства Ectobiidae. Около 30 известных видов обитают в Австралии и Новой Гвинее. Крылья полностью развиты, выступают за конец брюшка. Первый и седьмой тергиты самцов специализированные. Задние крылья с изогнутыми медиальной и кубитальной жилками. Коготки лапок симметричные. Род назван в честь советского энтомолога Григория Яковлевича Бей-Биенко.

## Систематика
Род был описан в 1991 году американским энтомологом Луисом Ротом (Louis M. Roth), который первоначально включил в него 33 вида, в том числе 22 новых для науки (остальные перенесены из рода Symploce). Beybienkoa наиболее близок к родам Carbrunneria, Jotepperia, Johnrehnia и Richanitschia.
- Beybienkoa ambuntiensis (Roth, 1984) — Папуа — Новая Гвинея
- Beybienkoa baiyerensis  (Roth, 1984) — Папуа — Новая Гвинея
- Beybienkoa bellendensis  Roth, 1991 — Австралия
- Beybienkoa brandti  (Roth, 1984) — Папуа — Новая Гвинея
- Beybienkoa buloloensis  (Roth, 1984) — Папуа — Новая Гвинея
- Beybienkoa cairnsensis  Roth, 1991 — Австралия
- Beybienkoa catalinaensis  (Roth, 1984) — Папуа — Новая Гвинея
- Beybienkoa cerciflavida  Roth, 1991 — Австралия
- Beybienkoa fuscofemurifera  Roth, 1991 — Австралия
- Beybienkoa guttifera  (Walker, 1868) — Папуа — Новая Гвинея
  - =Beybienkoa papuensis  (Roth, 1984)
- Beybienkoa ilukanensis  Roth, 1991 — Австралия
- Beybienkoa kaindiensis  (Roth, 1984) — Папуа — Новая Гвинея
- Beybienkoa kurandanensis  Roth, 1991 — Австралия
- Beybienkoa laeensis  (Roth, 1984) — Папуа — Новая Гвинея
- Beybienkoa missima  Roth, 1999 — Папуа — Новая Гвинея
- Beybienkoa oriomoensis  (Roth, 1984) typus — Папуа — Новая Гвинея
  - =Symploce oriomoensis
- Beybienkoa propebaiyerensis  (Roth, 1984) — Папуа — Новая Гвинея
- Beybienkoa sawpitensis  Roth, 1991 — Австралия
- Beybienkoa shutana  Roth, 1991 — Австралия
- Beybienkoa tolganensis  Roth, 1991 — Австралия
- Beybienkoa wauensis  (Roth, 1984) — Папуа — Новая Гвинея
- Beybienkoa wongabella  Roth, 1991 — Австралия
- Beybienkoa yeppoonensis Roth, 1991 — Австралия